# تيم كليلاند
تيم كليلاند (بالإنجليزية: Tim Cleland)‏ هو لاعب كرة الماء أسترالي، ولد في 1984.

## وصلات خارجية
- تيم كليلاند على موقع الاتحاد الدولي للسباحة (الإنجليزية)
- تيم كليلاند على موقع اللجنة الأولمبية الدولية (الإنجليزية)
- تيم كليلاند على موقع أوليمبيديا (الإنجليزية)
- تيم كليلاند على موقع اللجنة الأولمبية الأسترالية (الإنجليزية)